# Herbert Hochberg
Pour les articles homonymes, voir Hochberg (homonymie).
Herbert Irving Hochberg (né en 1929) est un philosophe analytique américain. Son travail est connu notamment à cause du "tournant ontologique", qu'il a proposé comme réponse à des insuffisances du "tournant linguistique" de la philosophie analytique de ses débuts.

## Publications
- Thought, Fact and Reference: The Origins and Ontology of Logical Atomism (1978)
- Logic, Ontology and Language (1984)
- Complexes and Consciousness (2000)
- Russell, Moore, and Wittgenstein (2001)
- The Positivist and the Ontologist: Bergmann, Carnap and Logical Realism (2001)
- Introducing Analytic Philosophy: Its Sense and Its Nonsense, 1879-2002 (2003)

À propos de Hochberg
- Studies in the philosophy of Herbert Hochberg, Ed. by Erwin Tegtmeier, Eide 4, 2013,  (ISBN 978-3-11-033055-7)
- Dialectica, Special Issue: The Philosophy of Herbert Hochberg. Guest Editor: Fraser MacBride, June 2014, Volume 68, Issue 2[2].